# Фециалы
Фециа́лы (от лат. fetiales) — древнеримская жреческая коллегия (лат. sodalitas), состоявшая из 20 пожизненных членов, избиравшихся путём кооптации, и занимавшая в ряду римских жречеств по значению и рангу первое место после четырёх главнейших жреческих коллегий (sacerdotum quatuor amplissima collegia — понтификов, авгуров, квиндецемвиров священнодействий и эпулонов).
Учреждение коллегии приписывали Нуме Помпилию (также Туллу Гостилию и Анку Марцию). Первоначально они кооптировались из патрициев. На обязанности фециалов лежало блюсти и применять особую область сакрального права — так называемое ius fetiale, которым определялась формальная сторона правовых актов, санкционирующих нарушение, восстановление и закрепление международных отношений (объявление войны, требование и дачу удовлетворения, заключение мира и договора).
Фециалы были как бы посредниками между богами, с одной стороны, и контрагентами — с другой; они отвечали за правоту и законность актов, определявших международные отношения. Как посредники, они приводили в исполнение лишь предначертания государства (царя или сената), по поручению которого они действовали; в этом смысле они назывались publici nuntii populi Romani. Коллегиально они выступали лишь в тех случаях, когда на запрос магистрата надо было высказать мнение по предмету вверенного им фециального права (например, о выдаче лиц, обвиняемых в оскорблении послов, о порядке объявления войны при данных условиях и т. п.). При исполнении обязанностей сакральных депутатов фециалы снаряжались в каждом отдельном случае по двое; один из них (verbenarius) нес пучок набранных на Капитолийском холме трав (sagmina), как символ неприкосновенности послов, а другой (pater patratus) — в жреческом одеянии, с жезлом и священным кремнем, взятыми из храма Юпитера Феретрия (эти священные предметы назывались vasa) — вел переговоры и исполнял установленные обряды. Verbenarius принимал от подлежащей власти (царя, консула, претора) полномочие на исполнение поручения и, получив sagmina, касался ими головы и волос своего коллеги, который по исполнении этого акта становился pater patratus. Договор (foedus) заключался в присутствии полководцев и войск, при посредстве patres patrati обеих сторон (этот порядок практиковался при заключении договоров только с италийцами, так как институт фециалов существовал лишь в Италии); каждый pater patratus по прочтении текста договора торжественно заявлял, что его народ будет свято соблюдать принятые на себя условия, призывал богов в свидетели клятвы и в знак её непреложности убивал кремнем свинью, приговаривая, что подобно тому, как он умерщвляет теперь жертвенное животное, так и Юпитер поразит впоследствии нарушителей договора.
В случаях нарушения договора одной из сторон фециалы оскорблённой стороны по поручению государства отправлялись к нарушителям договора требовать удовлетворения (res repetere); pater patratus клятвой подтверждал правоту своего требования, призывая богов в свидетели своих слов и повторяя несколько раз (при вступлении на неприятельскую землю, при встрече с отдельными её гражданами, у городских ворот и, наконец, перед народом на городской площади) формулу clarigatio (= требование удовлетворения). Если противная сторона соглашалась дать удовлетворение, то pater patratus народа, нарушившего договор, выдавал виновных или возмещал причинённый ущерб; в случае отказа pater patratus требующей удовлетворения стороны по истечении известного времени (от 10 до 30 дней), в которое предоставлялось нарушителям договора обдумать свои действия, вторично призывал богов в свидетели попранной клятвы и в случае окончательного отказа возвращался на родину, где по его докладу ставился на обсуждение вопрос об объявлении войны.
Если объявлялась война, то до открытия военных действий pater patratus отправлялся к границе неприятельской территории и в присутствии по крайней мере трёх совершеннолетних свидетелей бросал омоченное кровью копьё в неприятельскую землю, произнося при этом формулу объявления войны. Когда театр военных действий по мере развития римского государства стал переходить в отдалённые страны и за море, где у неприятелей не было соответствующего римскому сакрального учреждения, деятельность фециалов постепенно сузилась. Так, с первой половины III века до н. э. обязанности послов для переговоров об удовлетворении возлагались на особых назначавшихся сенатом уполномоченных (legati). Дольше всего сохранялись функции фециалов, связанные с заключением договоров и объявлением войны, но позднее для объявления войны уже не требовалось отъезда фециалов на неприятельскую границу, а происходило близ храма Беллоны у Фламиниева цирка. Здесь находился небольшой клочок земли, который в силу правовой фикции был раз и навсегда признан неприятельской территорией, и pater patratus бросал туда своё копьё от пограничного камня. Таким порядком были объявлены войны Октавианом — Клеопатре (32 год до н. э.), Марком Аврелием — маркоманнам (178 год); Клавдий в Риме заключал даже договоры с иноземными царями. В императорский период в роли pater patratus выступали императоры.